# Wichita (popor)

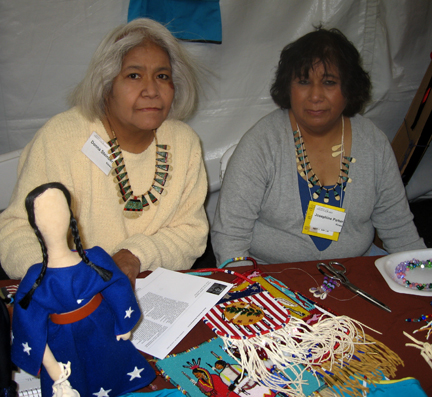

Wichita  - o confederație de triburi din Marile Câmpii care vorbesc limba Wichita și se află în statele  Kansas, Oklahoma și Texas. În prezent, Wichita există formal, dar este pe cale de dispariție. Cu toate acestea, la sosirea europenilor, era unul dintre cele mai mari triburi native americane, fiind format din aproximativ 200 de mii de persoane.
Astăzi există patru triburi Wichita: Waco, Taovaya, Tawakoni și Wichita propriu-zis; formând o confederație recunoscută federal împreună cu Poporul Kichai, confederație denumită Wichita and Affiliated Tribes (Wichita, Keechi, Waco and Tawakonie).